# Pentamyzus acaenae
Pentamyzus acaenae är en insektsart. Pentamyzus acaenae ingår i släktet Pentamyzus och familjen långrörsbladlöss. Inga underarter finns listade i Catalogue of Life.